# Got Me Under Pressure
Got Me Under Pressure è un singolo del gruppo musicale statunitense ZZ Top, pubblicato nel 1983 ed estratto dall'album Eliminator.
Oltre che nell'album Eliminator, il brano è presente anche nelle raccolte Rancho Texicano, Chrome, Smoke & BBQ e Greatest Hits.

## Formazione
- Billy Gibbons – chitarra, voce
- Dusty Hill – basso
- Frank Beard – batteria